# Plicatellopsis antarctica
Plicatellopsis antarctica är en svampdjursart som först beskrevs av Carter 1876.  Plicatellopsis antarctica ingår i släktet Plicatellopsis och familjen Suberitidae. Inga underarter finns listade i Catalogue of Life.